# Blue Dart Aviation
Blue Dart Aviation ist eine indische Frachtfluggesellschaft mit Sitz in Chennai und Basis auf dem Flughafen Chennai. Sie ist eine einhundertprozentige Tochter der Deutschen Post.

## Geschichte
Blue Dart Express wurde im Jahr 1983 gegründet und war ursprünglich ein Haus-zu-Haus-Expressdienst für Dokumente und Pakete. 1996 gründete Blue Dart Express eine Nachtexpress-Frachtgesellschaft mit Namen Blue Dart Aviation Ltd. Im Jahr 2006 wurde Blue Dart Express von DHL übernommen, wird aber als eigenständige Gesellschaft weitergeführt und fliegt unter eigenem Namen und Farben. Sie betreibt auch einen eigenen Reparatur- und Wartungsbetrieb für die eigene Flotte und andere Gesellschaften.

## Flugziele
Blue Dart Aviation betreibt nationale Nachtexpress- und Linienfrachtflüge sowie regionale und nationale Charterfrachtflüge.

## Flotte
Mit Stand Dezember 2023 besteht die Flotte aus acht Frachtflugzeugen mit einem Durchschnittsalter von 27,6 Jahren:
| Flugzeugtyp       | Anzahl | bestellt | Anmerkungen                    | Durchschnittsalter (Dezember 2023) |
| ----------------- | ------ | -------- | ------------------------------ | ---------------------------------- |
| Boeing 737-800BCF | 2      |          | betrieben für DHL Aviation     | 23,4 Jahre                         |
| Boeing 757-200F   | 6      |          | eine mit Winglets ausgestattet | 29,0 Jahre                         |
| Gesamt            | 8      | –        |                                | 27,6 Jahre                         |